# Amadou Jawo
Amadou Jawo (* 26. September 1984 in Banjul) ist ein ehemaliger schwedischer Fußballspieler mit gambischen Wurzeln. Der Stürmers debütierte 2009 im schwedischen Profifußball und lief seither für Gefle IF und IF Elfsborg in der Allsvenskan auf. Sein Bruder Omar Jawo war ebenfalls Fußballspieler.

## Werdegang
Der in Gambia geborene Jawo kam mit seiner Familie im Alter von fünf Jahren nach Schweden. Sie ließ sich in Täby nördlich von Stockholm nieder, da der Vater dort eine Anstellung in einem Hotel fand. Trotz anfänglicher Sprachprobleme fand er über das Fußballspielen Freunde und schloss sich dem lokalen Sportverein IK Frej an, bei dem auch seine Geschwister aktiv waren. Im Alter von 16 Jahren debütierte er für den Klub in der Erwachsenenmannschaft. 2002 schloss sich Jawo dem seinerzeitigen Drittligisten Vallentuna BK an, mit dem er jedoch am Ende der Spielzeit 2004 als Tabellenvorletzter in die Viertklassigkeit abstieg. Dort blieb er dem Klub treu und avancierte zu einem der besten Mittelfeldspieler der Liga. 
Nachdem Jawo zuvor bereits bei Djurgårdens IF vorgespielt hatte, unterzeichnete er im November 2007 nach einem Probetraining einen Drei-Jahres-Vertrag beim Gefle IF. Christer Mattiasson, sein Trainer beim Vallentuna BK, hatte ihm einen wechsel zu einem der kleineren Erstliga-Klubs empfohlen. Bei seinem neuen Klub etablierte er sich schnell als Stammkraft, Trainer Per Olsson setzte ihn in seiner ersten Spielzeit in 27 der 30 Ligaspiele ein. Mit fünf Saisontoren gehörte er im Angriffsduo mit Hans Berggren zu den Garanten für den Klassenerhalt, der auf dem letzten Nicht-Abstiegsplatz erreicht wurde. Auch in der folgenden Spielzeit war unumstrittene Stammkraft, bis Ende Juli hatte er erneut fünf Tore in 14 Spielen erzielt.
Während der Sommertransferperiode 2009 wechselte Jawo innerhalb der Allsvenskan zum IF Elfsborg, wo er einen Vertrag mit einer Laufzeit von fünf Jahren unterschrieb. Trainer Magnus Haglund hob bei seiner Verpflichtung seine Stärke im Spiel Mann gegen Mann sowie seine Vielseitigkeit, die ihm Einsätze auf beiden Flügeln ermöglicht, hervor. Dennoch konnte er sich nicht dauerhaft als Stammspieler durchsetzen und schwankte zwischen Startelf und Ersatzbank. In der Spielzeit 2011 rückte er ins zweite Glied und kam, nachdem ihn zusätzlich im Herbst eine Knieverletzung bremste, lediglich zu 13 Saisoneinsätze. Unter dem neuen Trainer Jörgen Lennartsson kehrte Jawo im Laufe der Spielzeit 2012 zeitweise wieder in die Startformation zurück, konnte sich aber nicht dauerhaft durchsetzen. Mit zwei Toren in 14 Saisonspielen trug er zum Gewinn des Meistertitels bei.
Im März 2013 verließ Jawo auf Leihbasis den Klub aus Borås und schloss sich dem Stockholmer Ligakonkurrenten Djurgårdens IF an, bei dem Trainer Magnus Pehrsson Hoffnungen auf ihn als zentralem Stürmer setzte. Nachdem er mit zwölf Saisontoren in der Spielzeit 2013 überzeugt hatte, verpflichtete ihn der Klub im Januar 2014 fix und stattete ihn mit einem Fünf-Jahres-Kontrakt aus. Die folgenden Jahre waren jedoch von häufigen Verletzungen geprägt, so dass er sich nie dauerhaft in der Stammelf festspielen konnte. Anfang 2018 verlieh ihn daher der Klub an IK Frej in die zweitklassige Superettan. Auch hier blieb ihm der Erfolg verwehrt, in elf Saisonspielen der Zweitligasaison 2018 blieb im ein Treffer verwehrt.
Nach Auslaufen seines Vertrags bei Djurgårdens IF war Jawo ab Jahresbeginn 2019 ohne Verein. Parallel zum Start in ein Berufsleben jenseits des Fußballs schloss er sich im April des Jahres als Spielertrainer dem Fünftligisten Brottby SK an, um weiterhin Fußball zu spielen. 2022 hängte er die Fußballschuhe an den Nagel.